# ادینبرو
اِدینبرو یا ادینبرا (به انگلیسی: Edinburgh، به گالیک: Dùn Èideann) شهر پایتختی اسکاتلند است. ادینبرو با جمعیت ۵۰۶,۵۲۰ نفر (سرشماری ۲۰۲۰) دومین شهر پرجمعیت اسکاتلند و هفتمین شهر پرجمعیت بریتانیا است. این شهر قطب علمی و فرهنگی مهمی در کل بریتانیا در کنار لندن بوده و دومین شهر سیاسی پراهمیت بریتانیا است. 
ادینبرو در بریتانیا از نظر تعداد جهانگردان، پس از لندن در مقام دوم قرار دارد. در سال ۲۰۰۹ ادینبرو به عنوان بهترین مکان برای زندگی انتخاب شد. بحران سیاسی معاصر تأثیر زیادی بر اقتصاد این شهر گذاشت و سبب شد یکی از مؤسساتی که بیشترین تعداد کارمند را به استخدام درآورده بود — یعنی بانک سلطنتی اسکاتلند (RBS) — تقریباً از هم بپاشد. هر چند این بانک با کمک مالی دولت بریتانیا از چنین سرنوشتی نجات یافت، ولی بسیاری از مشاغل محلی از دست رفت.
تلفظ انگلیسی این شهر ادینبورگ نیست، ولی در برخی منابع فارسی ادینبورگ خوانده شده‌است.